# Sultan al-Atrasch

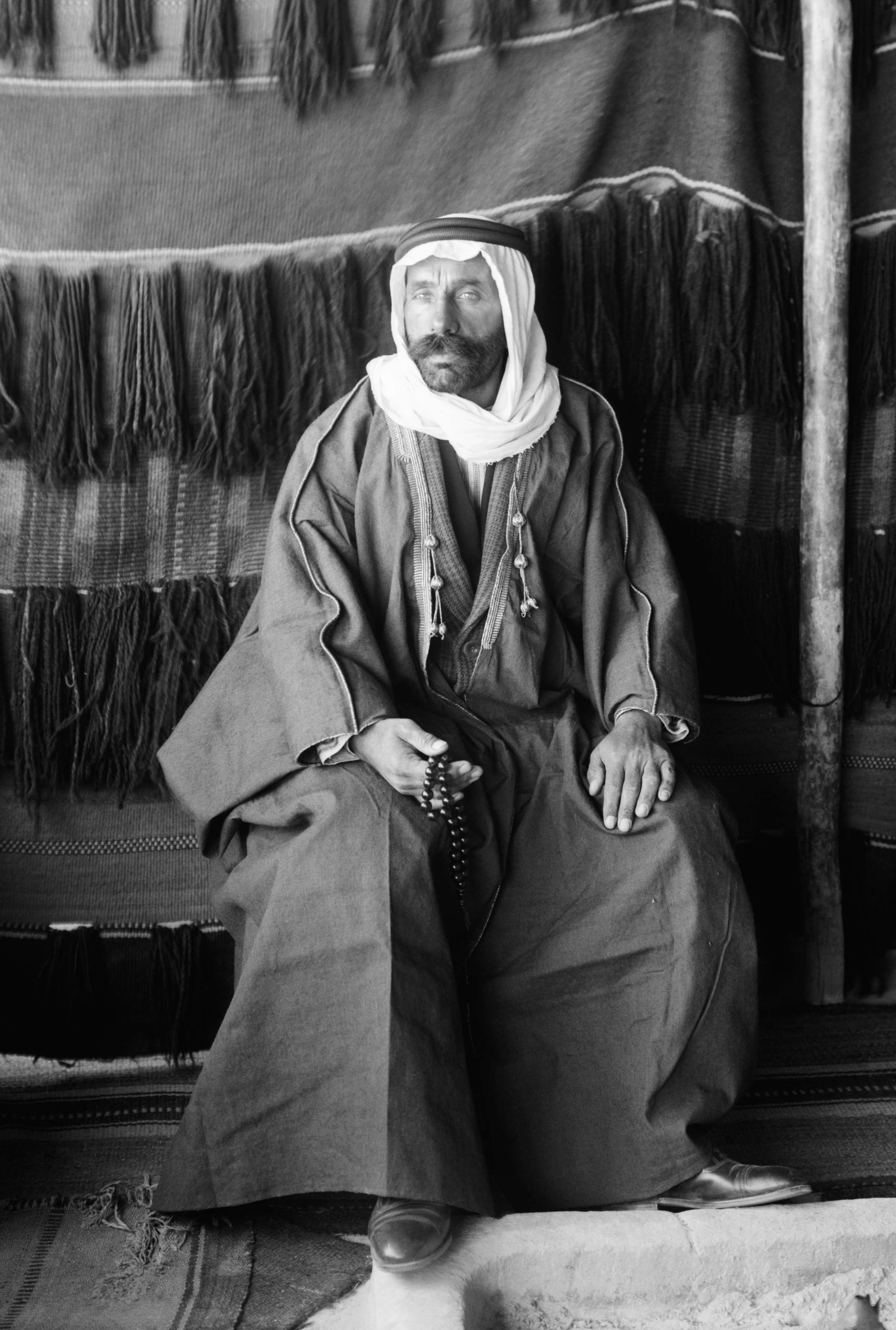
Sultan al-Atrasch

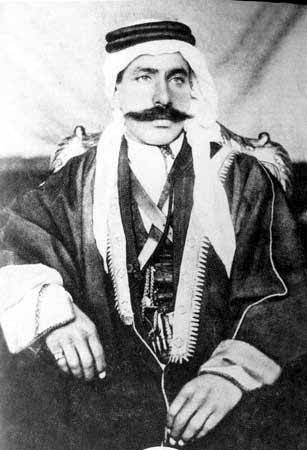
Porträt

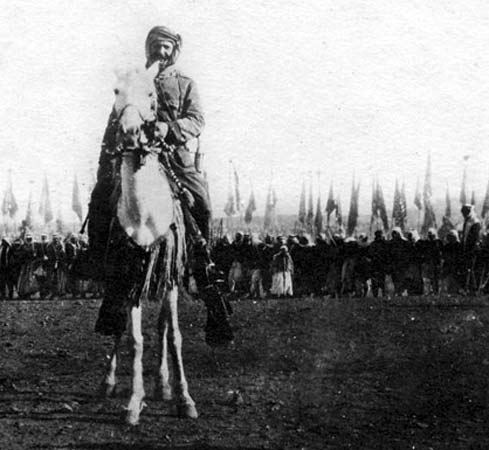
Beim Aufstand gegen das französische Mandat

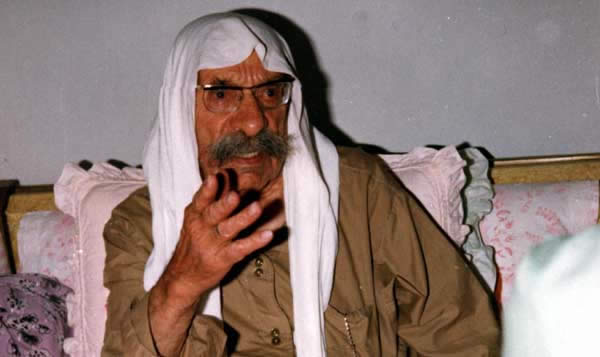
Atrasch in den 1980er Jahren

Sultan Pascha al-Atrasch (arabisch سلطان الأطرش, DMG Sulṭān al-Aṭraš; * 5. März 1891 in al-Qurayya, Vilâyet Syrien; † 26. März 1982 ebenda) war ein berühmter arabisch-drusischer Anführer, syrischer Nationalist und Generalkommandant der Syrischen Revolution (1925–1927). Er kämpfte gegen die Osmanen, Franzosen und sogar gegen die syrische Regierung zu Zeiten der Diktatur. Als einer der einflussreichsten Personen in der syrischen und drusischen Geschichte spielte er eine wichtige Rolle beim Entscheiden des Schicksals des Drusengebirges, des Drusenstaats und Syriens im Allgemeinen.

## Familie
Sultan al-Atrasch wurde in al-Qurayya, einer Ortschaft etwa 20 km südlich von Suwaida, in die berühmte drusische Familie al-Atrasch hineingeboren, welche die Region nominell seit 1879 regierte. Sein Vater Zuqan leitete den Drusenaufstand von Hauran 1910 in al-Kefr gegen die Osmanen. Er wurde gefangen genommen und später, 1911, hingerichtet. Sein Sohn Mansur al-Atrasch war ein aktives Mitglied im Syrischen Regionalzweig der Baath-Partei, bis der neo-baathistische Militärputsch von 1966 zum Sturz von Michel Aflaq, Salah ad-Din al-Bitar, Munif al-Razzaz und den Atlt-Baathisten führte.

## Leben
Auch Sultan al-Atrasch selbst kämpfte gegen das Osmanische Reich. Er hisste im Ersten Weltkrieg die arabische Flagge während der Einnahme von Damaskus durch Frankreich im September 1918. Als die Franzosen eine eigene Mandatsherrschaft in Syrien errichteten, führte Atrasch ab 1925 die Syrische Revolution gegen Frankreich an, wurde aber nach der blutigen Niederschlagung des Aufstandes und der Massakrierung von tausenden Angehörigen der religiösen Minderheit der Drusen nach Jordanien verbannt. Er kehrte im Jahr 1937 nach Syrien zurück, aber diesmal erhielt er keinen großen politischen Einfluss.
Sultan al-Atrasch starb am 26. März 1982 an einem Herzinfarkt. Seine Beerdigung wurde von über einer Million Menschen besucht, und der Präsident der Arabischen Republik Syrien Hafiz al-Assad schrieb einen Brief, in dem er al-Atrasch zum Obersten Kommandanten der Großen Syrischen Revolution bestimmte.